# 大利根町 (前橋市)
大利根町（おおとねまち）は、群馬県前橋市の地名。大利根町一丁目から大利根町二丁目まである。郵便番号は371-0825。2013年現在の面積は0.49km2。

## 地理
前橋市の西部に位置し、住宅地として整備されている。また、大利根中央公園をはじめとした公園も多くある。

## 歴史
1969年（昭和44年）に上新田町、箱田町、後家町、稲荷新田町、下新田町の各一部が合併しできた地名である。
1964年（昭和39年）、それまで水田地帯であった当地において群馬県公給公社団地の造成が開始され、1967年（昭和42年）に完成した。区画数856、総面積28万9384平方メートルで、その後の住宅開発事業のモデル地区となった。

### 年表
- 1969年 上新田町、箱田町、後家町の各一部から大利根町一丁目、上新田町、箱田町、稲荷新田町、下新田町の各一部から大利根町二丁目が成立する。

## 世帯数と人口
2017年（平成29年）8月31日現在の世帯数と人口は以下の通りである。
| 丁目           | 世帯数    | 人口    |
| -------------- | --------- | ------- |
| 大利根町一丁目 | 645世帯   | 1,420人 |
| 大利根町二丁目 | 578世帯   | 1,345人 |
| 計             | 1,223世帯 | 2,765人 |

## 小・中学校の学区
市立小・中学校に通う場合、学区は以下の通りとなる。
| 丁目           | 番地 | 小学校               | 中学校             |
| -------------- | ---- | -------------------- | ------------------ |
| 大利根町一丁目 | 全域 | 前橋市立大利根小学校 | 前橋市立箱田中学校 |
| 大利根町二丁目 | 全域 | 前橋市立大利根小学校 | 前橋市立箱田中学校 |

## 交通

### 鉄道
鉄道駅はない。

### 道路
国道、県道ともに通っていない。

## 施設
- 前橋市立大利根小学校
- 前橋警察署大利根駐在所
- 大利根中央公園
- 大利根ショッピングセンター[7]
  - ヤナイストアー本部（創業地、閉業）